# Heinrich Hartmann (Politiker, 1875)
Heinrich Hartmann (* 31. März 1875 in Linden; † 31. Mai 1931) war ein deutscher Landwirt und Politiker (BLVP).
Hartmann, der evangelisch-lutherischer Konfession war, besuchte das Auguste-Viktoria-Gymnasium in Linden und machte nach dem Abitur 1894 eine praktische Lehre als Landwirt. Danach studierte er in Halle/Saale Landwirtschaft und schloss das Studium als Diplom-Landwirt ab. Ab 1900 war er praktischer Landwirt in Adolphshof bei Hämelwald (Kreis Peine). Er war seit 1923 Vorsitzender des landwirtschaftlichen Hauptvereins Hildesheim und stellvertretender Vorsitzender der Landwirtschaftskammer Hannover. Er war auch Vorsitzender des Züchterverbandes Hannover.
1912 bis 1929 war Kreistagsabgeordneter im Kreis Peine und seit 1919 Mitglied des Kreislandbundes Peine. Von Januar 1930 bis zu seinem Tod am 31. Mai 1931 war er Mitglied des Preußischen Staatsrates für die Provinz Hannover.